# Matrijs (uitgeverij)
Matrijs is een Nederlandse uitgeverij zonder winstoogmerk.
De uitgeverij werd in de vorm van een stichting opgericht in 1981 en beoogt met haar publicaties de belangstelling onder de Nederlandstalige bevolking te bevorderen voor de disciplines geschiedenis, archeologie, landschap en monumenten, met name betrekking hebbend op de provincies Utrecht en Gelderland. Men publiceert echter ook regelmatig over andere Nederlandse regio's. 
Door de uitgave van onder meer het Historisch-Geografisch Tijdschrift, prominente proefschriften, zoals dat van Theo Spek, en standaardwerken zoals Leefbaar laagland en Landgoederen en landschap in de Graafschap kan Matrijs als de leidende uitgeverij op het vakgebied van de historische geografie worden beschouwd.
De uitgeverij is gevestigd te Utrecht.